# Señorías de Aixa
La Señoría era la casa del señor de cada lugar. En el territorio de Aixa, las poblaciones de Jalón, Alcalalí y Llíber y, también, la actual partida de Benibrai tenían sus respectivas casas señoriales.

## Jalón
Un documento parroquial del 6 de abril de 1817 acredita la existencia de una torre -hoy, desaparecida- en la casa señorial de Jalón. Sin embargo, esta no es la única vez que aparece mencionada la torre señorial, ya anteriormente en la Carta Puebla de 1611 se hacía mención en la Capitulación XVII, donde se establecía la obligación de los repobladores isleños de "guardar la casa y torre del señor y hacer centinela francamente, sin paga ni renumeración alguna".

En una licencia concedida por el Arzobispado de Valencia el 3 de septiembre de 1820, la Señoría recibe la denominación de Casa-Palacio. La mencionada autorización permite que los actos de culto se celebren en este edificio mientras se acaba de construir la iglesia de Santa María de Jalón. El Sagrario fue acomodado dentro de una habitación con vistas a La Plaza Mayor. Por primera vez en su historia la Señoría de Jalón adquiría funciones de templo católico.

## Benibrai
Cahat Benfade, musulmán de Jalón, con ocasión de una causa civil de mediados del siglo XV, hizo una declaración en que se manifestaba de esta manera:"... ab lo dit mossén Galceran Martorell anaren als lochs de Murta e Benibrafim (l'actual Benibrai), e quan foren a Benibrafim, a una muntanyeta que•y ha prop casa de senyor....". De las palabras de Cahat Benfade quedan muy claras dos cosas: primera, que Benibrai tenía en tiempo de los Martorell una casa señorial propia que no se puede confundir con la del Ráfol de Jalón, aunque pertenecían a la misma familia y, segunda, que la Señoría de Benibrai se encontraba situada cerca de una montañita, de la que actualmente se ignora la localización.
Un documento fechado el 6 de abril de 1442 hace referencia a la casa de señor de Benibrai, y otro del 2 de mayo del mismo año da información sobre la existencia de una plaza ante esta casa principal que poseía dos impresionantes puertas de madera de pino en su fachada. En sus alrededores, había un grupo de casas más modestas, entre las que se encontraba la de Alí Maymó, que en aquel tiempo ejercía el cargo de alamín. Se trata de dos documentos públicos de trascendental importancia, porque tradicionalmente se había pensado que Benibrai era una alquería menor dentro del Valle de Jalón.

## Llíber
Por el testimonio de Galceran Martorell, hermano mayor del escritor Joanot Martorell, se sabe que el lugar de Llíber también disponía de su propia casa de señor, donde servía una vasalla de Galceran que era hija de un tal Azmet Patrio. Esta sierva huyó de la Señoría de Llíber, y Galceran -como legítimo señor de ella- el 14 de abril de 1447 reclamó de la Gobernación de Valencia que se decretara su búsqueda y captura.

## Alcalalí
La Señoría de Alcalalí es la única del territorio de Aixa que conserva una torre anexa de época medieval, y que se ha convertido en un importante reclamo turístico dada su polémica remodelación en la década de los noventa del siglo pasado.
La casa señorial de Alcalalí fue objeto de un minucioso estudio por parte del erudito J. Maestro Palacio en su libro "Alcalalí", publicado el año 1970.
- Datos: Q9076687